# Râul Rapolțel
Râul Rapolțel este un curs de apă, afluent al râului Lazu. 

## Hărți
- Harta județului Hunedoara
- Harta munților Apuseni